# تپه مرتع بلاغ ۱۱
تپه مرتع بلاغ ۱۱ مربوط به سده‌های اولیه و میانه دوران‌های تاریخی پس از اسلام است و در شهرستان همدان، بخش مرکزی، دهستان سنگستان، ۳۰۰ متری از ضلع شمالی روستای مرتع بلاغ واقع شده و این اثر در تاریخ ۲۳ بهمن ۱۳۸۵ با شمارهٔ ثبت ۱۷۱۳۳ به‌عنوان یکی از آثار ملی ایران به ثبت رسیده است.